# Nové Butovice (métro de Prague)
Nové Butovice est une station de métro à Prague, en Tchéquie. Située sur la ligne B du métro de Prague entre Hůrka et Jinonice, elle est ouverte depuis le 26 octobre 1988.